# 구보타 류지
구보타 류지(일본어: 窪田 龍二, 1976년 7월 24일 ~ )는 일본의 전 축구 선수이다.

## 구단 경력
1995년 J1리그의 요코하마 마리노스에 입단했다. 1995년에 J1리그 우승을 차지했다. 1998년 비셀 고베로 이적했다. 1998년엔 리그 20경게 출전, 1998년후 현역 은퇴.